# Eugeniusz Galiński

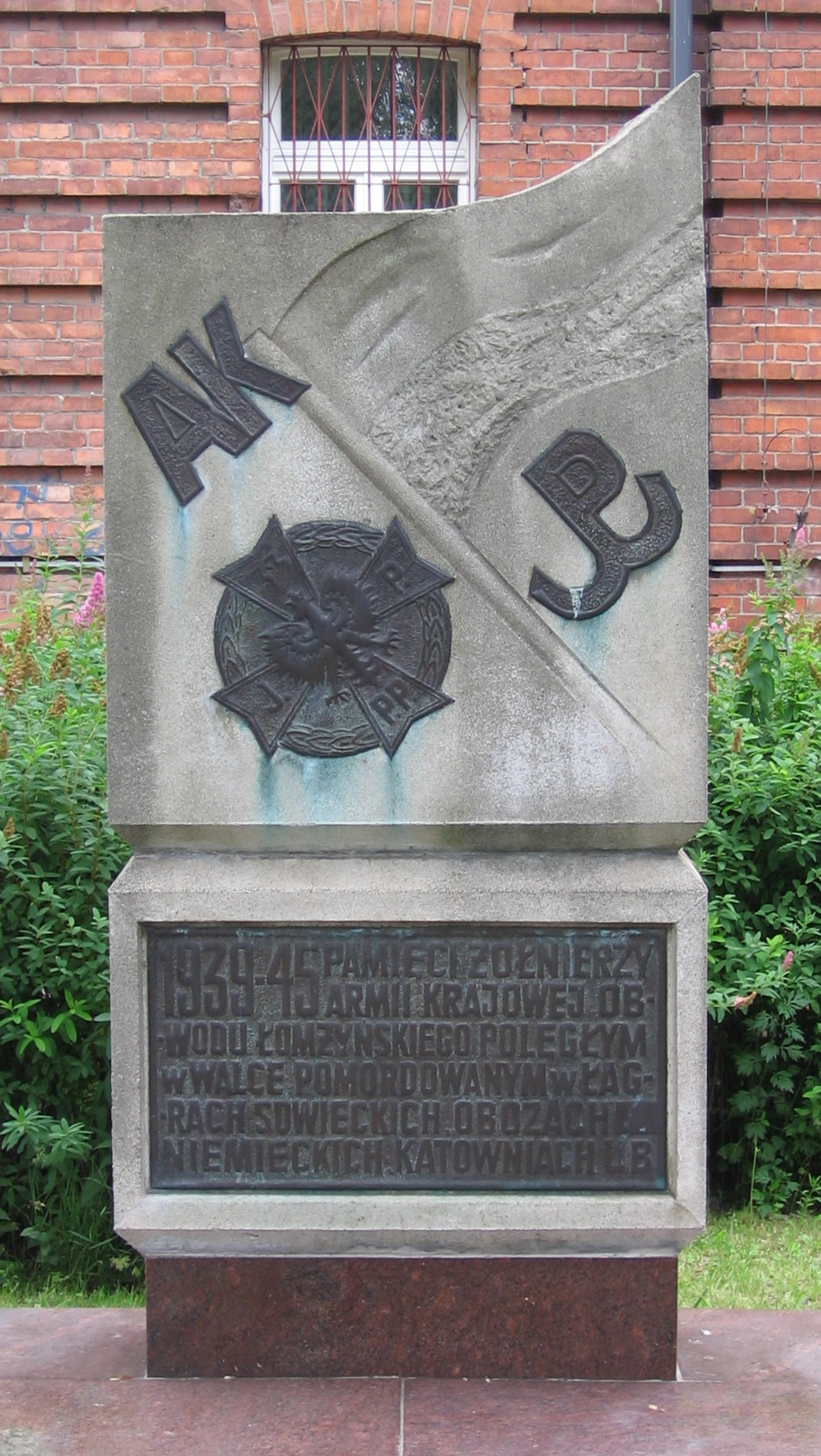
Pomnik Obwodu Łomża AK, w którym to zastępcą komendanta był Eugeniusz Galiński

Eugeniusz Galiński ps. Soból (ur. 11 listopada 1906 w Łomży, zm. ?) – syn Stanisława, od 1942 w konspiracji, żołnierz Armii Krajowej, w latach 1942-1944 dowódca kompanii i zastępca komendanta Obwodu Łomża AK.
W 1945 awansowany do stopnia porucznika.
14 kwietnia 1947 ujęty przez Wojewódzki Urząd Bezpieczeństwa Publicznego w Łomży.